# Fezia pterocarpa
Fezia es un género monotípico de fanerógamas perteneciente a la familia Brassicaceae. Su única especie: Fezia pterocarpa es originaria de  Marruecos.

## Taxonomía
Fezia pterocarpa fue descrita por Charles-Joseph Marie Pitard-Briau y publicado en Contr. Fl. Maroc. 2. 1918.
Sinonimia
- Cordylocarpus pumilus Sennen & Mauricio ex Maire
- Fezia elata Sennen[2][3]